# Embarcadère Blake (Central)

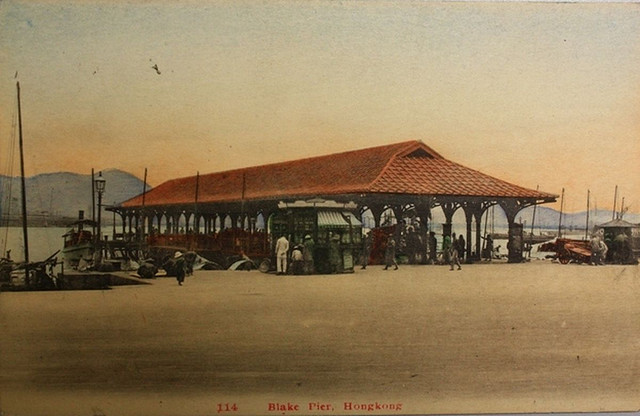
Carte postale de l'embarcadère Blake datant des années 1920.

Ne doit pas être confondu avec Embarcadère Blake (Stanley).
L'embarcadère Blake était une jetée pour ferries situé à Hong Kong dans le quartier de Central et portant le nom de Henry Arthur Blake, le 12e gouverneur de Hong Kong.
Il est construit en 1900 et démoli en 1993.

## Histoire

### Première génération

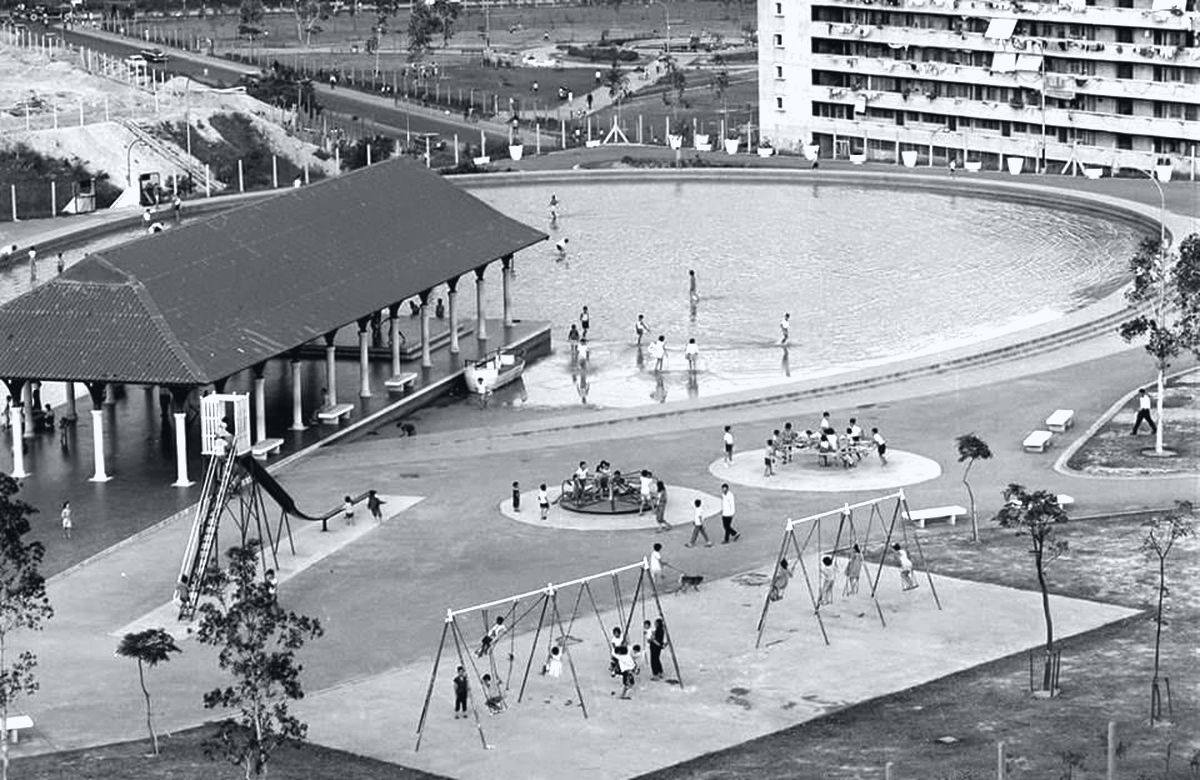
La structure supérieure de la première génération de l'embarcadère au parc Morse dans les années 1960.

La première génération de l'embarcadère est construite en 1900 au bout de Pedder Street (en) pour servir les dignitaires et les gouverneurs coloniaux. Il n'a pas de toit à l'origine mais, en 1909, un pavillon en acier de style édouardien est construit par-dessus, offrant un abri aux voyageurs. L'embarcadère est démoli en 1965, mais le pavillon est conservé, démonté et reconstruit dans le parc Morse de Kowloon à Wong Tai Sin (en). En 2006, le pavillon est de nouveau démonté puis restauré dans son état d'origine. La structure rénovée est relocalisée à Stanley à côté de Murray House, qui avait été déplacée de la même manière brique par brique depuis Central. Elle est remise en service le 31 juillet 2007.

### Deuxième génération

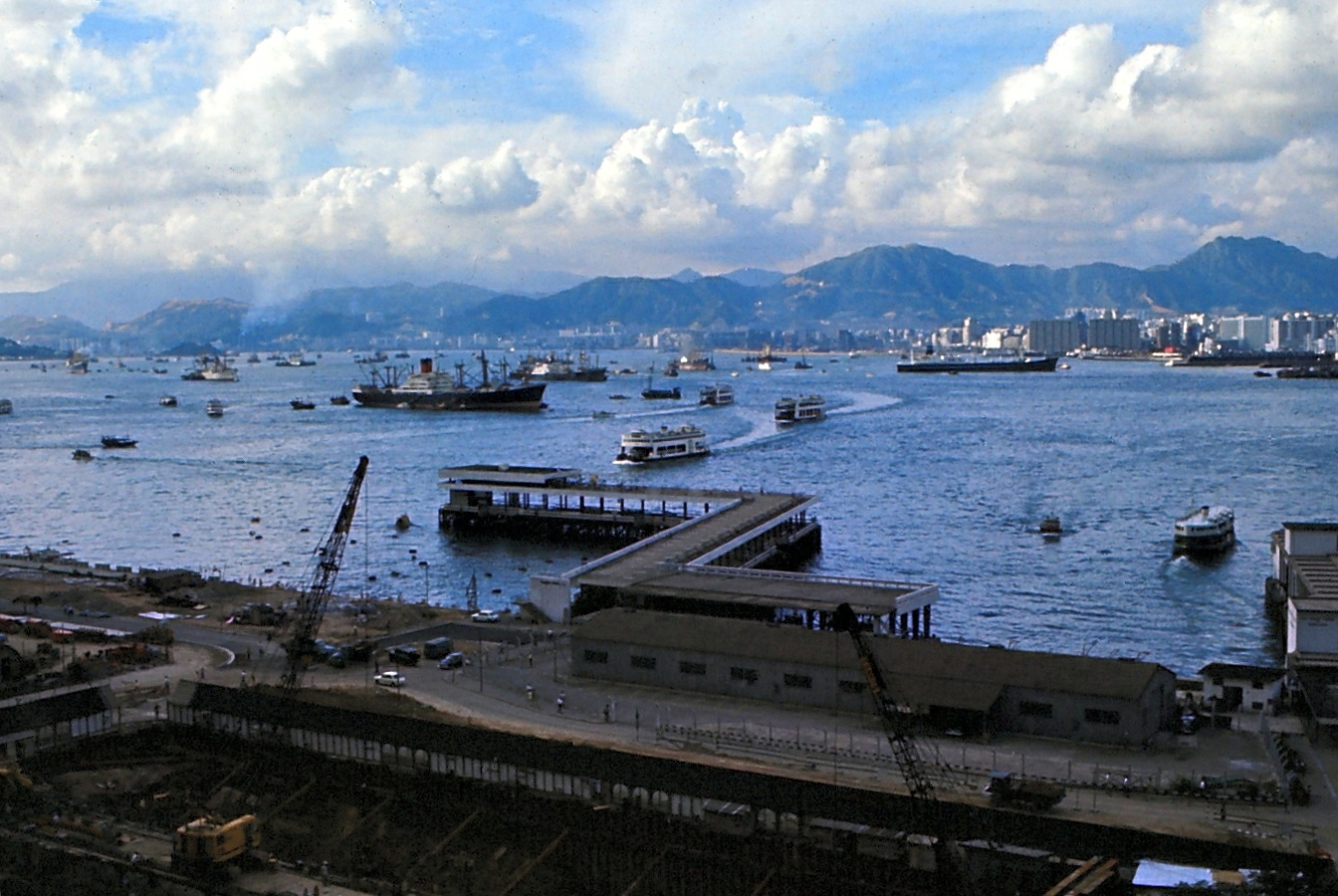
L'embarcadère Blake de deuxième génération à Central en 1971.

La deuxième génération de l'embarcadère est construite dans les années 1960 puis démolie en 1993 pour faire place à la construction de la phase 1 du terre-plein de Central (en).